# Yvette Jaggi
Yvette Jaggi, née le 11 février 1941 à Lausanne, originaire de cette même ville et de Gsteig, est une personnalité politique suisse membre du Parti socialiste suisse. Elle fut la première femme syndique de Lausanne en 1990.

## Biographie
Yvette Jaggi est la fille d'Ernest François Jaggi, originaire de Gsteig bei Gstaad dans le canton de Berne, et d'Esther Julie, née Bussy, originaire de Lausanne. Elle grandit à Chailly village (avant que Chailly devienne un quartier de Lausanne) où son père fait construire une maison dans les années 30, et où elle continue à vivre par la suite. Son père, dont la famille pratique la viticulture et la famille de sa mère l'agriculture, est venu à 16 ans à Lausanne où il travaille d'abord à la centrale laitière, puis il apprend le métier d'employé de banque. Il aurait préféré pratiquer l'ingénierie plutôt que du travail administratif, mais dépose néanmoins quelques brevets. Son père effectue les deux mobilisations pendant les deux guerres mondiales, ce qui l'affecte. Sa mère a des problèmes de dos mais garde malgré tout une attitude positive en raison de sa force intérieure et de sa foi, qu'elle pratique dans la joie et non dans un sac de cendres, ce qui a marqué Yvette Jaggy,.

## Formation
Yvette Jaggi étudie à l'Université de Lausanne, où elle obtient une licence en économie et une licence ès lettres. Elle obtient cette dernière en 1964, avec pour titre de son mémoire, La théorie de la volonté générale chez Rousseau et son influence sur Robespierre. En 1970, elle est docteur ès science politique. Sa thèse est consacrée au processus de concentration dans le secteur de la distribution.

## Carrière professionnelle
En marge de ses études universitaires, elle s'occupe notamment du secrétariat d'une revue économique et sociale, puis enseigne dans un établissement privé. En 1968, elle travaille à l'Innovation, puis à la centrale d'achat de Coop à Bâle. Elle est ensuite employée par le secrétariat du Fonds national suisse de la recherche scientifique à Berne.
De 1973 à 1979, elle est directrice de la Fédération romande des consommatrices (FRC). Elle démissionne en mai 1979, au moment où elle souhaite se présenter aux élections fédérales de l'automne, les statuts de la FRC ne lui permettant pas d'exercer un mandat politique. Dans le même domaine, elle est présidente, de 1986 à 1991, de la Commission fédérale de la consommation.
Dans les années 1980, elle est privat-docent à l'Université de Lausanne et professeure invitée à l'École polytechnique fédérale de Lausanne, où elle donne des cours de sociologie de la consommation. Elle retourne dans le monde académique après la fin de sa carrière politique et, de 1998 à 2006, elle est successivement privat-docent, puis professeur remplaçante à l'Institut de géographie de l'Université de Lausanne,.
En 1992, elle est membre du conseil de la Banque nationale suisse.
En 1998, Yvette Jaggi succède à la conseillère aux États soleuroise Rosemarie Simmen à la présidence de Pro Helvetia. Pendant son mandat, elle est impliquée dans l'élaboration des lois fédérales consacrées la fondation Pro Helvetia elle-même et à l'encouragement de la culture. Elle doit également faire à la polémique liée à l'exposition de Thomas Hirschhorn au Centre culturel suisse de Paris, qui conduit les chambres fédérales à diminuer le budget de Pro Helvetia d'un million de francs. Elle démissionne en 2005.
De 2006 à 2015, elle est présidente de la Fondation ASECE, qui devient en 2009 Microcrédit Solidaire Suisse - Fondation Georges Aegler pour la création d’entreprises. Après son départ, elle en devient, en 2016 la présidente d'honneur. Elle collabore régulièrement depuis de nombreuses années au média politique Domaine public (édition papier jusqu'en 2006 et site Internet depuis cette date).

## Parcours politique
Elle entre au Parti socialiste en 1972, une année après que les femmes ont obtenu le droit de vote au niveau fédéral (elles l'avaient déjà depuis 1959 dans le Canton de Vaud).

### Niveau communal à Lausanne
Yvette Jaggi est élue au Conseil communal de Lausanne en 1981. Quatre ans plus tard, elle est la deuxième meilleure élue à la Municipalité (exécutif), derrière le syndic radical Paul-René Martin, et y entre en même temps qu'un autre nouvel élu socialiste, Jean-Jacques Schilt. Ils rejoignent le sortant Jean-Daniel Cruchaud, faisant passer la représentation socialiste de deux à trois municipaux. Elle prend en charge la direction des finances. En 1989, elle est réélue à la municipalité de Lausanne, puis, le 26 novembre, elle est élue syndique de la ville, obtenant 20 040 voix contre 18 366 au radical Olivier Chevallaz. Elle est la troisième socialiste à occuper ce poste, après Arthur Maret et Pierre Graber, et la première femme. Son accession à la syndicature, en même temps que l'élection de l'écologiste Daniel Brélaz à la Municipalité, marque le début d'une longue période de majorité de gauche à Lausanne, avec quatre, cinq, puis six représentants sur sept conseillers municipaux. En 1993, elle est réélue tacitement à la syndicature après que la gauche a conservé la majorité tant à l'exécutif qu'au législatif. En 1997, elle annonce qu'elle ne se représente pas à l'exécutif lausannois et termine donc son mandat au 31 décembre 1997,.
Pendant sa syndicature, elle siège au comité de l'Union des villes suisses. Elle met en avant le titre de Lausanne Capitale Olympique, favorise l'olympisme à Lausanne et promeut le Ballet Béjart Lausanne.

### Niveau cantonal Vaud
Malgré une popularité certaine acquise comme directrice de la Fédération romande des consommatrices, puis comme élue fédérale, Yvette Jaggi ne fait pas de carrière politique cantonale. Elle se présente une fois en 1981 devant un congrès socialiste pour briguer la candidature au Conseil d'État, mais c'est finalement Daniel Schmutz qui est désigné. De 1999 à 2002, elle est toutefois co-présidente de la Constituante vaudoise, assemblée chargée de la révision totale de la Constitution cantonale, avec le radical René Perdrix et le libéral Jean-François Leuba.

### Niveau fédéral

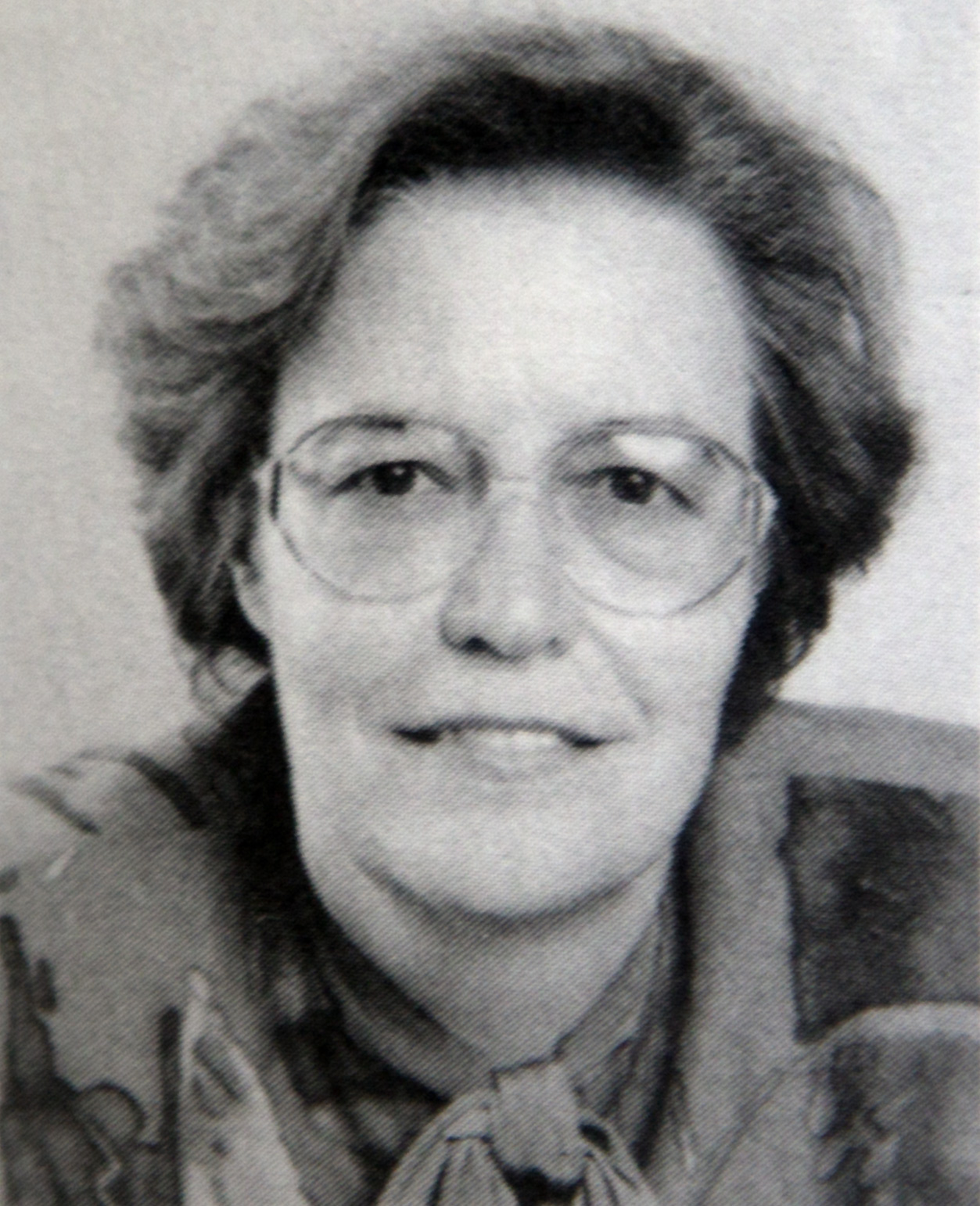
Yvette Jaggi, conseillère nationale

Elle est élue au Conseil national en 1979, arrivant en tête de la liste socialiste,. En 1983, le journal 24 Heures juge qu'elle a été, avec le libéral Claude Bonnard, la meilleure élue vaudoise à Berne de la législature. Lors des élections fédérales de la même année, elle est réélue au Conseil national, terminant à nouveau en tête de la liste socialiste. En 1987, elle est élue au Conseil des États lors du second tour de scrutin, devançant le radical Raymond Junod de quelques centaines de voix et mettant ainsi fin à une présence radicale au sein de la délégation vaudoise au Conseil des États ininterrompue depuis 1848. Son élection au Conseil des États permet au premier viennent-ensuite du Parti socialiste, Pierre Aguet, d'entrer au Conseil national. Elle n'est pas réélue au Conseil des États en 1991, le radical Jacques Martin et le libéral Hubert Reymond obtenant la majorité absolue des voix dès le premier tour de scrutin. Sa non-réélection est expliquée à la fois par la popularité de Jacques Martin et par le fait que, syndique de Lausanne depuis le début de l'année 1990, elle a déçu une partie de ses électeurs lausannois. Lors des élections fédérales de 1995, elle se présente à nouveau au Conseil des États, mais est nettement battue au second tour par le radical sortant Jacques Martin et le libéral Éric Rochat. Cette défaite met un terme à sa carrière politique fédérale.
En juin 1981, elle est élue à la présidence des Femmes socialistes suisses pour succéder à la zurichoise Rita Gassmann et reste à ce poste jusqu'en 1985,. De 1982 à 1986, elle est vice-présidente du Parti socialiste suisse. Au moment de son départ en 1986, elle est considérée au sein de ce parti comme l'une des personnes qui fait le mieux le lien entre la Suisse alémanique et la Suisse romande.

## Distinction
Le 21 février 2013, Yvette Jaggi est décorée de l'insigne de Commandeur de l'Ordre national du Mérite par la France, pour avoir notamment entretenu et développé d’excellentes relations avec plusieurs pays étrangers, dont la France, et avoir agi en faveur de la francophonie et de la promotion des femmes. Elle reçoit cette distinction à l'ambassade de France à Berne.

## Publications
- Yvette Jaggi, Ce n'est pas le moment de mollir, Genève, Éditions Zoé, 1991[40].